# Yūki Ozawa
Yūki Ozawa (japanisch 小澤 雄希 Ozawa Yūki; * 4. Oktober 1983 in der Präfektur Shizuoka) ist ein japanischer Fußballspieler.

## Karriere
Ozawa erlernte das Fußballspielen in der Schulmannschaft der Fujieda Meisei High School. Seinen ersten Vertrag unterschrieb er 2003 bei VV SHO. 2008 wechselte er zu Mito HollyHock. Der Verein spielte in der zweithöchsten Liga des Landes, der J2 League. Für den Verein absolvierte er 78 Ligaspiele. 2010 wechselte er zum Erstligisten Shonan Bellmare. Am Ende der Saison 2010 stieg der Verein in die J2 League ab. Für den Verein absolvierte er 11 Erstligaspiele. 2012 wechselte er zu SC Sagamihara. 2014 wechselte er zum Zweitligisten Kamatamare Sanuki. Für den Verein absolvierte er 98 Ligaspiele. Ende 2016 beendete er seine Karriere als Fußballspieler.